# Гексафторопротактинат(V) калия
Гексафторопротактинат(V) калия — неорганическое соединение,
двойная соль протактиния, калия и плавиковой кислоты
с формулой KPaF6,
белые кристаллы.

## Получение
- Упаривание смеси растворов фторида калия и фторида протактиния(V) в концентрированной плавиковой кислоте:

{\displaystyle {\mathsf {PaF_{5}+KF\ {\xrightarrow {100^{o}C,HF}}\ KPaF_{6}\downarrow }}}

## Физические свойства
Гексафторопротактинат(V) калия образует белые кристаллы
ромбической сингонии,
пространственная группа C mca,
параметры ячейки a = 0,564 нм, b = 1,154 нм, c = 0,798 нм, Z = 4,
структура типа гексафторопротактината(V) рубидия RbPaF6
.